# Shin Kanazawa
Shin Kanazawa (金沢 慎 Kanazawa Shin?), född 9 september 1983 i Saitama prefektur, är en japansk fotbollsspelare.
Kanazawa började sin karriär 2002 i Omiya Ardija. 2006 blev han utlånad till Tokyo Verdy. Han gick tillbaka till Omiya Ardija 2008. Han spelade 311 ligamatcher för klubben. Han avslutade karriären 2019.